# Sphecodes peruensis
Sphecodes peruensis är en biart som beskrevs av Meyer 1925. Sphecodes peruensis ingår i släktet blodbin, och familjen vägbin. Inga underarter finns listade i Catalogue of Life.